# Ivan Turina
Ivan Turina (ur. 3 października 1980 w Zagrzebiu, zm. 2 maja 2013 w Sztokholmie) – chorwacki piłkarz, występujący na pozycji bramkarza.

## Kariera

### Rozgrywki ligowe
Turina zaczynał piłkarską karierę w najsłynniejszym chorwackim klubie Dinamo Zagrzeb. Nie miał jednak szans na grę, toteż młodego zawodnika wypożyczano do klubów niższych lig, takich jak Croatia Sesvete i NK Dubrava. Do Dinama powrócił w 2000, ale Turinie przypadła rola tylko trzeciego golkipera w klubowej hierarchii, gdyż pierwszym bramkarzem był wówczas Tomislav Butina, a rezerwowym Vladimir Vasilj. Po sezonie 2000/2001 Turinę wypożyczono do innego pierwszoligowego zespołu – NK Kamen Ingrad. Tam jednak również musiał walczyć o miejsce w składzie, łącznie zagrał w 11 meczach ligowych i pomógł uchronić drużynę przed spadkiem z ligi. Kolejny sezon (2002/2003) Turina spędził na wypożyczeniu do NK Osijek. Zagrał tam dopiero w rundzie wiosennej i do końca sezonu nie oddał już miejsca w bramce swoim kolegom z drużyny. Jego 15 meczów przyczyniło się do utrzymania Osijeku i zajęcia przez ten klub 8. miejsca w lidze. Latem 2003 Butina odszedł do belgijskiego Club Brugge, w związku z czym Turina powrócił do Dinama, by z czasem stać się pierwszym bramkarzem zespołu. W sezonie 2004/2005 walczył jeszcze o miejsce w składzie z Vladimirem Vasiljem, ale latem 2005 ten odszedł do Turcji i w sezonie 2005/2006 Turina walnie przyczynił się do zdobycia przez Dinamo dubletu w Chorwacji. Zagrał we wszystkich 32 meczach w sezonie i puścił najmniej bramek w lidze – tylko 26, dzięki czemu został uznany najlepszym bramkarzem ligi chorwackiej. 26 sierpnia 2008 podpisał 3-letni kontrakt z Lechem Poznań. W polskiej Ekstraklasie zadebiutował 31 października 2008 podczas spotkania 11. kolejki z Odrą Wodzisław. Od tej chwili stał się także pierwszym bramkarzem Lecha, w którym później o miejsce między słupkami musiał rywalizować z Krzysztofem Kotorowskim. Jednak w letnim okienku transferowym po sprowadzeniu do drużyny Grzegorza Kasprzika i pozostaniu „Kotora” w drużynie, postanowiono rozwiązać kontrakt z tym zawodnikiem. Z początku Ivan nie chciał się zgodzić, jednak po czasie dogadał z klubem i kontrakt został rozwiązany przy obustronnym porozumieniu. Od 2010 był piłkarzem szwedzkiego klubu AIK Fotboll.

### Rozgrywki europejskie
Turina zadebiutował w rozgrywkach Pucharu UEFA w sezonie 2003/2004 podczas spotkania pierwszej rundy z MTK Hungária Budapeszt, zmieniając w 9. minucie Marko Šarliję. W barwach Dinama w pucharach rozegrał 9 meczów (z tego 4 w eliminacjach do Ligi Mistrzów). Na europejskie boiska powrócił dopiero w 2008 roku jako zawodnik Lecha Poznań, broniąc dostępu do bramki w 6 spotkaniach tej drużyny w Pucharze UEFA.

### Reprezentacja
1 lutego 2006 Turina zadebiutował za kadencji Zlatko Kranjčara w reprezentacji Chorwacji podczas wygranego 4:0 meczu z Hongkongiem w ramach Pucharu Carlsberga. W 46. minucie zastąpił wówczas Joeya Didulicę.

### Śmierć
Ciało bramkarza zostało znalezione przez policję 2 maja 2013 w godzinach porannych w apartamencie w Sztokholmie. Według doniesień szwedzkich mediów Turina zmarł we śnie. Polski lekarz klubu AIK, Karol Żyto, przyznał, że zawodnik miał wrodzoną wadę serca, która jednak pozwalała na wyczynowe uprawianie sportu. Zostawił ciężarną żonę i roczne bliźniaczki.